# فاكاوفو
جزيرة فاكاوفو هي إحدى الجزر المرجانية الثلاثة ضمن توكلو، منطقة ذاتية الحكم تابعة لنيوزيلاندا، وهي الجزيرة الأكثر شرقًا والأكثر جنوبًا بين جزر توكلو.

## التاريخ
في القرن الثامن عشر احتل محاربي فاكاوفو جزيرتي نوكونونو وأتافو، مما جعلهم تحت حكم Tui Tokelau (توي توكلو أي "ملك توكلو").